# Turnen (Berg)
Der Turnen (auch Turne geschrieben) ist ein Berg zwischen dem Simmental und dem Diemtigtal im Berner Oberland.

## Lage
Der Turnen liegt auf dem Grat, der das Untersimmental (im Norden) vom Diemtigtal (im Süden) trennt. Mit 2079,2 m ist er knapp vor dem Niderhorn (2077,6 m) der höchste Gipfel des Grates. Zusammen mit dem Pfaffen (1943 m) und Abendberg (1851,5 m) bildet er den östlichen Gratabschluss.
Der Gipfel liegt auf dem Gebiet der Gemeinde Erlenbach; er liegt jedoch der Simmentaler Ortschaft Därstetten näher, deren Gemeindegebiet auf der Nordwestflanke bis knapp unter den Gipfel reicht. Im Süden liegen der Meniggrund (ein Seitental des Diemtigtals) und die Ortschaft Zwischenflüh (Gemeinde Diemtigen).

## Gipfel
Der Gipfel ist flach, grasbewachsen und im Rahmen einer leichten Bergwanderung erreichbar. Die Nordflanke fällt jedoch steil ab und wird von drei felsigen Talkesseln (Chörbli, Chlyne Chorb und Grosse Chorb) dominiert.